# Danesh (Kultur- und Literaturzeitschrift)
Danesh (persisch دانش, DMG Dāneš, ‚Wissen‘) ist der Titel von sieben verschiedenen persischsprachigen Zeitschriften, die seit 1882 herausgegeben wurden. Unter den Namen Danesh wurde  seit Frühjahr 1985 vom persischen Kulturattaché in Islamabad ein vierteljährlicher Bericht über persische Kultur und Literatur auf dem indischen Subkontinent veröffentlicht. Die Herausgeber waren die Pakistanis ʿĀref Nowšāhī, der für die ersten fünfzehn Ausgaben zuständig war und Sebṭ Ḥasan Rażawī, der  die nachfolgenden Ausgaben. Außerdem herausgab. Außerdem beinhaltete dieser Bericht Werbung für Bücher und Zeitschriften.